# Indre Østerbro
Indre Østerbro er en funktionel bydel i København. Siden 1. januar 2007 har bydelen været en del af den administrative bydel Østerbro. Den ligger i den nordøstligste del af Københavns Kommune og støder op til bydelen Nørrebro mod vest, bydelen Indre by mod syd og bydelen Ydre Østerbro mod nord. Mod øst ligger Søndre Frihavn og Langelinie med udsigt over Øresund. Bydelens areal er 6,76 km², og den har et indbyggertal på 46.095 og en befolkningstæthed på 6.817 beboere pr. km².
Ordet "Østerbro" er sammensat af det gamle ord for vej, "bro", og af denne vejs placering umiddelbart foran byporten Østerport. Indre Østerbro og Ydre Østerbro betegnes tilsammen som Østerbro.
Indre Østerbro og Frederiksberg er de dyreste kvarterer i København. På Indre Østerbro bor mange velhavende mennesker og bydelen har en lang historie. Derudover findes flere betydningsfulde bygninger, pladser og forretninger på Indre Østerbro.

## Historie

### Før Østerbro blev til
Før København voksede ud over voldene, var området et yndet sommerudflugtsmål for københavnere pga. områdets natur og rolige omgivelser. Der lå flere landsteder, hvis navne er bevaret i gade- og bygningsnavne, fx Rosendal, Classens Have og Nøjsomhed.
Efter koleraepidemien i København i 1853 ophævedes byggeforbuddet uden for Københavns volde. Der gik dog en del tid, før man begyndte at bygge i dette område. Den første større bebyggelse var Lægeforeningens Boliger, nu Brumleby, der blev anlagt som sunde arbejderboliger i det da landlige område. Senere kom en stribe byggeforeningshuse langs Olufsvej opført af Arbejdernes Byggeforening. Ingen af disse boligformer blev dog normsættende på Østerbro.
De første indbyggere på Østerbro var velhavere, som ønskede at bo i det skønne område, og i 1860'erne og 1870'erne opstod Danmarks første villakvarter, Rosenvænget, med en lang række kendte beboere. Samtidig skød endnu et lille villakvarter op ved Krausesvej, hvor især en række fabrikanter bosatte sig. Her lå også landstedet Rolighed, der er kendt for H.C. Andersens ophold.

### København vokser ud over voldene
Da København for alvor voksede i slutningen af 1800-tallet, forsvandt byens omkransende naturområder. Indre Østerbro er i modsætning til de andre "bro"-kvarterer præget af en vis form for byplanlægning, idet gaderne er mere lige, og der er små "oaser" i form af pladser langs de større veje. Denne byplanlægning skyldes, at Indre Østerbro blev bebygget nogle årtier senere end Nørrebro og Vesterbro, og at der i mellemtiden var vedtaget en bedre byggelov, Bygningslov for Staden Kjøbenhavn af 12. April 1889, der afløste den meget liberale 1856-lov, som Nørrebro og Vesterbro i 1850'erne og 1860'erne var blevet bebygget efter. Etagehusbyggeriet kom først for alvor i gang på Østerbro i 1880'erne, hvilket sammenholdt med, at området i forvejen var yndet af det højere borgerskab, skabte forudsætninger for en mere herskabelig byggeskik end i de arbejderkvartererne. Indtil byggeloven af 1889 var karnapper ikke tilladt på bygninger, men på grund af Østerbros unge historie, kom karnapperne til at præge bydelen. Indre Østerbros store byggematador var tømrermester og arkitekt S.C. (Siegfred Carl) Petersen Hinrichsen (1847-1917), der selv købte grunde og bebyggede dem. Han har bl.a. tegnet adskillige huse langs Østerbrogade. Gadenavnenes lidt fantasiløse systematik stod stadskonduktør Thorvald Krak for, fx bynavne-gaderne. Netop mange af disse gader (Århusgade, Viborggade og Ålborggade) blev centrum for et mindre arbejderkvarter, som har ligheder med Vesterbro og Nørrebro.
I 1880 boede der 46.000 på Nørrebro og 13.000 på Østerbro. Omtrent samtidig fik den voksende bydel sin første kirke, Skt. Jakobs Kirke, der senere blev fulgt af flere.
Østerbro blev tidligt hjemsted for nogle arealmæssigt store industriforetagender. Det gælder således Gammel og Ny Kalkbrænderi, der havde en lang historie, Øresund's chemiske Fabriker, spritfabrikken Fortuna, August Neuberts væverier og en række fabrikker i Ryesgade og ved Blegdamsvej, hvor der også fandtes en del arbejderboliger. Viborggade blev en særegen blanding af småindustri, håndværk og bolighuse i 2-3 etager.
I 1890'erne kom flere store institutioner til bydelen og prægede byplanlægningen markant. Først kom Københavns Frihavn, der blev indviet i 1894, og som i mange år den vigtigste del af Københavns Havn. Fra Amerikakaj sejlede amerikaskibene ud med deres passagerer, og der var dampfærgeforbindelse til Malmø. I 1897 fik Østerbro Østerport Station (opr. Østbanegården) i forbindelse med udbygningen af Københavns tog-net. Først i 1917 blev den forbundet mod vest med Boulevardbanen, og i 1934 kom S-banen og Nordhavn Station til. Østerport Station er i dag en af de travleste stationer i København. 1890'erne var også årtiet, hvor Østerfælled Kaserne og Farmaceutisk Læreanstalt blev placeret i bydelen. Og i 1901 blev Østre Elektricitetsværk indviet.
Anlæggelsen af Fælledparken og Københavns Idrætspark 1908-14 markerede et vendepunkt, hvor byplanlægningen blev sat i højsædet. Her havde Slaget på Fælleden fundet sted i 1871 som den første store arbejderdemonstration i Danmark. Snart efter blev Rigshospitalet, Rockefeller Instituttet og Niels Bohr Instituttet placeret her. Samtidig eller senere tilkom Den Danske Frimurerordens store bygning, Østerbro Post- og Telegrafhus og Københavns Amtsgård langs Fælledparken.

## Karakteristika og seværdigheder
Indre Østerbro og Frederiksberg er de dyreste kvarterer i København. Indre Østerbro er typisk hjemsted for de københavnere, som ønsker at bo i rolige omgivelser. Bydelen har adgang til mange pladser, grønne områder og vand og mange privatskoler.
Bydelen er også hjemsted for mange ambassader, f.eks. den irske, amerikanske, russiske, tyske og britiske. Canada har sin ambassadørbolig her. Den lille Havfrue på Langelinie er bydelens største seværdighed, og den ses årligt af mange turister og københavnere. På Garnisons Kirkegård og Holmens Kirkegård – hovedstadens to militærkirkegårde – findes mange imponerende gravmæler, ligesom der her findes grave for danske krigshelte fra de slesvigske krige.
Yderligere præges bydelen af:
- Brumleby (hed oprindeligt Lægeforeningens Boliger)
- Classens Have
- Den Danske Frimurerordens bygning (kaldet Stamhuset)
- Fælledparken
- Langelinie med Den lille Havfrue
- Parken, Danmarks nationalstadion
- Rigshospitalet
- Rosenvænget, formentlig Danmarks ældste villakvarter
- Sortedamssøen, den østligste af Københavns tre kendte søer
- Trianglen, hvor Nordre Frihavnsgade, Østerbrogade, Øster Allé og Blegdamsvej mødes

På grænsen til Nørrebro ligger bygninger til Det Naturvidenskabelige Fakultet tilhørende Københavns Universitet.
Inde mod Indre by ligger de attraktive boliger kaldet Kartoffelrækkerne, og på Stockholmsgade er store lejligheder med udsigt over Østre Anlæg og Statens Museum for Kunst.